# Emil Lohbeck
Emil August Lohbeck (* 15. September 1905 in Hiddinghausen; † 29. Juli 1944 in Barlinek) war ein deutscher Basketballspieler.

## Werdegang
Emil Lohbeck war Teil der deutschen Nationalmannschaft, die beim ersten olympischen Basketballturnier bei den Olympischen Sommerspielen 1936 in Berlin den 15. Platz belegte.
Lohbeck war Soldat und spielte für die Heeressportschule Wünsdorf. Er starb im Zweiten Weltkrieg.